# Долина карпатського зубра
«Долина карпатського зубра» — український документальний фільм 2023 року режисерів Михайла Богомаза та Сергія Розова, сценаристки Наталії Шевченко й виробництва компанії «Explorer Life», знятий частково за гроші Державного агентства України з питань кіно. Фільм розповідає про домівку карпатських зубрів, а саме про національний парк «Сколівські Бескиди» у Львівській області.

## Сюжет
У центрі документального дослідження — унікальна екосистема Долини зубра в національному природному парку «Сколівські Бескиди».

## Знімальна група
- Режисери-постановники: Михайло Богомаз, Сергій Розов[4]
- Сценаристи: Наталія Шевченко
- Продюсери: Євген Ткач

## Фільмування
Зніманням фільму займалась кінокомпанія «Explorer Life» і розпочалися у грудні 2021 року й тривали до листопада 2022 року. «Долина карпатського зубра» була частково профінансована Державним агентством України з питань кіно на 1 980 000 грн, усього кошторис стрічки налічує 3 840 000 грн.